# Amuse
株式會社Amuse（日语： Kabushiki Gaisha Amuse），是日本一間以從事藝人經紀為主的大型演藝事業公司，由大里洋吉創立於1978年。旗下藝人涵蓋的領域相當廣泛，其中又以培育音樂人和演員為主。
Amuse在中國及台灣發展時，於香港、台灣，分別使用了「藝神集團」與「雅慕斯」的中文官方名稱，作為當地子公司的名稱，香港子公司於2007年解散，目前僅有台灣分公司尚存。

## 簡介
1978年10月16日，大里洋吉於東京澀谷創立Amuse。大里洋吉原為渡邊事務所之經紀人，因為路線的對立而獨立創業，憑借擁有南方之星等藝人，而開始培養女演員。
在Amuse大股東中，個人持股數第一名是創始人大里洋吉、第四名是大里久仁子、第七名是前會長宮下昌之，第十位則是CCC（TSUTAYA）會長增田宗昭。
Amuse與Horipro同為演藝界少數上市的事務所。以作為上市公司的Amuse為主體，還包括專門製作音樂軟體的TAISHTA Label Music及製作、銷售影像軟體的Amuse Entertainment。
2014年9月，與Lantis和萬代影視兩家公司就動畫相關內容的海外發展發表締結業務合作聲明。海外拓展的內容包含Lantis旗下藝人演唱會及動漫相關活動（例如Lantis Festival、Anisong World Matsuri）的主辦權，且公開販售Lantis和萬代影視所有版權的動漫歌曲等（於ASMART上架，台灣地區由Yahoo奇摩超級商城代理）。
2016年1月，再與Lantis合資設立AmuseLantis Europe S.A.S.，同年4月啟用，以拓展至歐洲市場。

## 旗下藝人
下面依照日語五十音排列。
A行
- 青柳壘斗
- 青山姬乃
- 青山凌大
- 阿部純子
- 有坂心花
- 和泉風花
- 板谷由夏
- 市毛良枝
- 豬塚健太
- 今井隆文
- 伊禮姬奈
- 岩崎友泰
- 植木豪
- 上野皓平
- 植原卓也
- 大島美優
- 大谷亮平
- 太田將熙
- 奧智哉
- 奧山佳惠
- 小倉久寬
- 折坂悠太

Ka行
- 甲斐翔真
- 茅島水樹
- 株元英彰
- 菅野莉央
- 菊池日菜子
- 岸谷五朗
- 清原果耶
- 熊田茜音
- Cross Gene
- 小關裕太

Sa行
- 櫻花學院
- 櫻田通
- 佐藤日向
- 南方之星
- 鈴木仁
- 鈴木美羽
- 鈴木里咲
- 須藤理彩

Ta行
- 高槻加奈子
- 瀧七海
- 竹內由惠
- TEAM NACS
- 塚木芭琉
- 恒松祐里
- 寺田拓哉
- 寺脇康文
- 藤岡靛(DEAN FUJIOKA)
- 時任勇氣
- 德永智加來
- 戶高美湖
- 富田美憂
- 富田靖子
- 豐崎由里繪
- 特林德爾·玲奈

Na行
- 中田青渚
- 仲里依紗
- 並木彩華
- 二井景彪
- 新原泰佑
- 根岸實花
- 野崎珠愛
- 野中心那
- 野花美月
- 登川蘭
- 野村周平

Ha行
- 橋本淳
- 波多野翔
- Perfume
- 日高麻鈴
- 兵頭功海
- 平岡祐太
- 平間壯一
- 深津繪里
- 福崎那由他
- 福田彩乃
- 福山雅治
- 藤原櫻
- 藤原大祐
- 船戶百合繪
- 古屋呂敏
- 凡人譜
- FLOW
- BABYMETAL
- 星野源
- 細田佳央太
- 堀田真由
- 和冉千秋
- 色情塗鴉

Ma行
- 松井愛莉
- 松岡廣大
- 松下優也
- 松島庄汰
- 愛希禮夏
- 水田航生
- 溝口琢矢
- 三宅裕司
- 林憶蓮
- 三吉彩花
- 村川繪梨
- 本島純政
- 桃井杏奈

Ya行
- 八木亞里紗
- 山田杏奈
- 山本光
- 柚希禮音
- 楊宇騰
- 吉澤亮
- 吉高由里子
- 吉本麗南

Wa行
- 渡邊圭祐
- 渡邊多緒
- @onefive

雅慕斯台灣所屬藝人
- 慢慢說MURMURSHOW
- 田中千绘（日籍）
- 李聿安
- 張行
- WHATEVER樂團
- 五月天

過去所屬之藝人及組合
- Beyond
- 林剛史
- 小出惠介
- 加賀美聖良
- 山下銀次
- 柳澤貴彥
- 三浦春馬
- 佐藤健
- 神木隆之介
- ONE OK ROCK
- 賀來賢人
- 上野樹里
- 高橋優
- 阪本獎悟

## 外部連結
- 官方网站
- Amuse的Facebook專頁
- Amuse的X（前Twitter）
- Stolabo Tokyo官方Ustream頻道（页面存档备份，存于）
- Amuse Soft Entertainment（页面存档备份，存于）
- TEAM NACS Official Site（页面存档备份，存于）